# 喬霍勒尼鄉
47°08′N 26°41′E / 47.133°N 26.683°E
喬霍勒尼鄉（羅馬尼亞語：Ciohorăni, Iași），是羅馬尼亞的鄉份，位於該國東北部，由雅西縣負責管轄，面積13平方公里，海拔高度297米，2007年人口2,100，人口密度每平方公里165人。